# Фейргарден (Теннессі)
Фейргарден (англ. Fairgarden) — переписна місцевість (CDP) в США, в окрузі Сев'єр штату Теннессі. Населення — 481 особа (2020).

## Географія
Фейргарден розташований за координатами 35°53′29″ пн. ш. 83°24′39″ зх. д. / 35.89139° пн. ш. 83.41083° зх. д. (35.891511, -83.410814).  За даними Бюро перепису населення США в 2010 році переписна місцевість мала площу 8,75 км², уся площа — суходіл.

## Демографія
Згідно з переписом 2010 року, у переписній місцевості мешкало 529 осіб у 205 домогосподарствах у складі 168 родин. Густота населення становила 60 осіб/км².  Було 229 помешкань (26/км²).
Расовий склад населення:
| - 97,2 % — білих - 0,6 % — азіатів - 0,2 % — корінних американців |

До двох чи більше рас належало 2,1 %. Частка іспаномовних становила 1,1 % від усіх жителів.
За віковим діапазоном населення розподілялося таким чином: 22,3 % — особи молодші 18 років, 63,0 % — особи у віці 18—64 років, 14,7 % — особи у віці 65 років та старші. Медіана віку мешканця становила 40,7 року. На 100 осіб жіночої статі у переписній місцевості припадало 90,3 чоловіків;  на 100 жінок у віці від 18 років та старших — 93,9 чоловіків також старших 18 років.
Середній дохід на одне домашнє господарство  становив 47 809 доларів США (медіана — 53 750), а середній дохід на одну сім'ю — 54 369 доларів (медіана — 56 384). Медіана доходів становила 24 152 долари для чоловіків та 37 500 доларів для жінок. За межею бідності перебувало 9,8 % осіб, у тому числі 0,0 % дітей у віці до 18 років та 0,0 % осіб у віці 65 років та старших.
Цивільне працевлаштоване населення становило 197 осіб. Основні галузі зайнятості: фінанси, страхування та нерухомість — 36,5 %, науковці, спеціалісти, менеджери — 22,3 %, роздрібна торгівля — 16,8 %.